# Peugeot pendant la Seconde Guerre mondiale
 (juin 2021).
 (février 2024).
Si vous disposez d'ouvrages ou d'articles de référence ou si vous connaissez des sites web de qualité traitant du thème abordé ici, merci de compléter l'article en donnant les références utiles à sa vérifiabilité et en les liant à la section « Notes et références ».
Pour un article plus général, voir Peugeot.
Pendant l'occupation allemande en France de 1940 à 1944, le constructeur automobile français Peugeot, comme de nombreuses entreprises françaises, est obligé de travailler à l'effort de guerre de l'occupant. Employés, dirigeants et réseaux locaux de la Résistance vont tout faire pour freiner et saboter cette coopération tout en essayant d'éviter ou de limiter les représailles allemandes et les bombardements alliés.

## Histoire
En mai 1940, la SAAP (Société Anonyme des Automobiles Peugeot) s'était dotée d'un triumvirat de direction : le président, Robert Ier Peugeot était assisté de son fils Jean-Pierre, directeur général, et de Maurice Jordan, directeur général adjoint. En juillet 1941, Robert Peugeot, âgé de 70 ans, laisse la présidence à Jean-Pierre. 
Dès l'été 1940, l'entreprise Peugeot passe sous contrôle allemand. Elle est placée sous la direction d'un commissaire à la production du Reich, l'ingénieur Von Guillaume. L'entreprise se voit interdire de construire des voitures dans un premier temps. Le seul moyen de sauver l'usine, d'éviter l'envoi au STO en Allemagne des ouvriers sochaliens ainsi que des machines est d'accepter de fabriquer des véhicules ou des pièces détachées pour la Wehrmacht.
De l'ouvrier jusqu'à la famille dirigeante Peugeot, les salariés de l'usine vont alors s'atteler à faire baisser la productivité par toutes sortes de moyens : utilisation de machines anciennes, pénuries de matières premières organisées, etc. La productivité baisse de 80 % par rapport à celle de 1939. De discrètes opérations de sabotage des pièces fabriquées sont aussi organisées : mauvais alliage, joints de culasse poreux, embrayages affaiblis, etc.
Au début de 1943, Ferdinand Porsche prend l'usine sous sa direction et demande qu'elle participe à l'effort aéronautique de guerre allemand en fabriquant des pièces du nouvel avion de chasse, le Focke-Wulf Ta 154. Peugeot a déjà fabriqué pendant la Première Guerre mondiale des moteurs d'avion et construisait jusqu'en 1940 des trains d'atterrissage. Mais cela pose un problème de conscience à Jean-Pierre Peugeot et à son bras droit Maurice Jordan. Il s'agit là d'une collaboration stratégique avec l'armée allemande. De plus, les usines risquent d'être la cible des bombardements alliés, ce qu'elles avaient réussi à éviter jusque-là. À cette même période, le Special Operations Executive ou SOE, le service secret britannique chargé de l'action subversive, envoie un de ses agents, Harry Rée dans la région. Ce dernier, qui a pour nom de guerre « César », a la charge d'organiser avec la Résistance locale des réseaux de sabotage. Il entre en contact avec Pierre Sire qui coordonne dans les usines Peugeot le ravitaillement du personnel et l'aide aux employés prisonniers en Allemagne. Ce dernier lui fait rencontrer Rodolphe Peugeot, résistant et cadre dans l'entreprise familiale. Mais celui-ci est méfiant, il demande des gages que César travaille bien pour Londres, craignant un coup monté de la Gestapo. Il est rassuré par la diffusion sur la BBC de la phrase convenue entre eux, « La vallée du Doubs est belle en été ». Il va alors verser chaque mois 50 000 francs à « César » pour financer ses opérations et lui fournir laissez-passer et véhicule.
Cela n'évitera pas un bombardement allié des usines dans la nuit du 15 au 16 juillet 1943 où 137 bombardiers britanniques de la RAF largueront près de 1 000 bombes. Mais sans doute gênés par la DCA allemande installée la veille, les obligeant à un largage à plus haute altitude, trompés peut-être aussi par une erreur de marquage des avions éclaireurs qui auraient confondu la cheminée de la brasserie de Sochaux avec celles de l'usine et également gênés par un vent assez violent cette nuit-là, les bombardiers manquent en grande partie leur cible. Seuls l'atelier de mécanique est détruit et ceux de la carrosserie et de la fonderie sont endommagés mais la forge et l'emboutissage, ateliers les plus importants de l'usine ne sont pas atteints. En revanche, les quartiers ouvriers de la ville ont été touchés de plein fouet : 400 immeubles ou bâtiments sont détruits, on compte 120 morts, 250 blessés et plus de 1 200 sinistrés.
Peugeot gagne du temps pour contrecarrer les plans allemands. Les employés organisent donc une grande grève le 1er mars 1943. Et lorsque des descentes de police ou des rafles de l'armée allemande sont programmées, la direction fait passer l’information. Les personnes recherchées ont ainsi le temps de se cacher.
En septembre 1943, Ferdinand Porsche et son neveu Anton Piëch se rendent à Sochaux pour rencontrer Jean-Pierre Peugeot. Ils veulent que l'usine sochalienne apporte sa contribution à un nouveau projet allemand qu’ils présentent sous le nom de code 1144. Ils expliquent sans plus de détails qu'il s'agit pour Peugeot de fabriquer le fuselage d'un nouvel engin. En fait, il s'agit du projet allemand de fusées volantes V1. Les dirigeants français essayent de jouer la montre en expliquant qu'ils n'ont pas assez d'hommes pour fabriquer le nouveau fuselage en plus des camions déjà produits, mais Porsche menace alors de fermer l'usine, ce qui signifie en fait la transférer avec hommes et machines en Allemagne. À cette époque, les Anglais sont au courant de la fabrication des nouvelles fusées allemandes, même si aucune n'a encore été tirée contre la Grande-Bretagne, surtout grâce aux photographies aériennes des sites allemands de Peenemünde et de ce qui semble être des sites de lancement dans le nord de la France. Mais ils n'en savent pas beaucoup plus. Or, un ingénieur de Peugeot, Cortelessi, envoyé en Allemagne dans les usines Volkswagen pour préparer la coopération avec l'usine française, arrive à copier les plans du V1 et par l'intermédiaire de « César » à les transmettre à Londres. Cela permettra à la RAF quelques jours plus tard de bombarder l'usine de Fallersleben où se fait l'assemblage final du nouvel engin, retardant ainsi de plusieurs mois le lancement de V1 sur Londres. Cette information fournie par un ingénieur de Peugeot donnera du poids à la Résistance locale pour demander aux Anglais l'arrêt des bombardements du site franc-comtois. Ce qu'ils obtiennent, sous conditions de procéder à des sabotages pour empêcher la bonne marche de la production militaire de l'usine. De son côté, Jordan arrive à différer la construction du fuselage dans ses usines, suffisamment pour que Porsche décide d'annuler la fabrication à Sochaux. La construction du fuselage sera réalisée dans le camp de concentration de Dora et dans des mines de Tiercelet en Meurthe-et-Moselle par des déportés et des prisonniers russes. 
Rodolphe Peugeot obtient l'accord de Jean-Pierre Peugeot pour mener des sabotages, malgré les craintes de ce dernier qui connaît les risques de représailles allemandes et de transfert de l'usine en Allemagne. « César » choisit alors ses hommes, dont des employés de l'usine, et va mener de l'automne 1943 au printemps 1944 plus de 14 sabotages, Jean-Pierre Peugeot facilitant leur circulation dans l'usine et indiquant les matériels à saboter. Durant cette période, la résistance sochalienne est durement éprouvée par les arrestations de la Gestapo et « César », blessé en échappant à un contrôle, doit se réfugier en Suisse voisine pour se faire soigner.
En mars 1944, le Royal Air Force Bomber Command programme un bombardement de l'usine sochalienne, persuadé que les Allemands, soucieux d'accélérer la fabrication des V1, vont y démarrer la production de fuselage envisagée en 1943. Pour l'éviter, « César » organise avec la Résistance franc-comtoise une grosse opération de sabotage en coupant toute l'alimentation électrique de l'usine. Des photos du sabotage sont envoyées à Londres qui, convaincu, annule alors le bombardement prévu.
Jean-Pierre Peugeot joue double jeu. Il s’occupe du mieux possible des Allemands pour leur faire oublier les inspections des usines, truque les rapports, et invente de nouvelles procédures pour ralentir les productions. Frère cadet de Jean-Pierre, Rodolphe a des contacts avec la résistance, dont Jean Moulin qui commence à unifier les mouvements de la région.
Durant la dernière année de la guerre, des centaines d’actions de sabotage ont freiné le rendement des usines Peugeot, sous le consentement de la direction. Mais beaucoup de ces héros ont été arrêtés, torturés, déportés et tués… jusqu’à créer des tensions parmi les Allemands. Lorsque Hulf, directeur régional de la Gestapo, organise une descente pour embarquer toute la direction, Ferdinand Porsche s’y oppose personnellement : « Si vous arrêtez tous les directeurs, ça ira encore plus mal ! »
C'est le 13 juin 1944, exactement une semaine après le débarquement en Normandie, que les Allemands lancent leurs premiers V1. Dès lors, des dizaines de ces engins s'écraseront sur le Royaume-Uni mais ils n'auront pas été fabriqués à Sochaux et, grâce à la résistance de Peugeot, leur lancement aura été retardé.